# Alto Calçado
Alto Calçado é um distrito do município de São José do Calçado, no Espírito Santo. O distrito possui  cerca de 1 800 habitantes e está situado na região norte do município.